# 5-я Кубанская кавалерийская дивизия
5-я Кубанская кавалерийская дивизия — соединение кавалерии РККА, созданное во время Гражданской войны в России 1918—1920 годов. Являлось маневренным средством в руках фронтового и армейского командования для решения оперативных и тактических задач.

## Формирование и дислокация
Кубанская кавалерийская дивизия была сформирована Приказом войскам 9-й Кубанской Армии № 757 от 2 сентября 1920 года из частей 1-й Кавказской кавалерийской дивизии, Отдельной кавалерийской бригады 33-й стрелковой дивизии (г. Астрахань) и 1-й Таманской кавалерийской бригады. Приказом войскам 9 армии N 852 от 17 сентября 1920 года дивизия стала именоваться 5-й Кубанской кавдивизией. Приказом войскам 4 армии Южного фронта N 6 от 6 января 1921 г. дивизия была расформирована, её части влиты в 7 кд.

## Участие в боевых действиях
Дивизия участвовала в боях на Кавказском и Южном (против Врангеля) фронтах: в боях по разгрому белогвардейских отрядов ген. Фостикова в районе г. Екатеринодар-стц. Белореченская (сент. 1920), в контрнаступлении Южного фронта против армии Врангеля в Северной Таврии (28 окт.-3 нояб. 1920) (овладение с. Ново-Спасовка, г. Бердянск, проведение рейда по тылам противника в районе ст. Волноваха, Б. Токмак, овладение ст. Б. Токмак, гг. Мелитополь, Геническ), в Перекопско-Чонгарской операции (7-17 нояб. 1920) (переправа через Чонгарский мост и Сиваш, освобождение гг. Феодосия, Керчь); в боях против формирований Махно в Екатеринославской губ. (нояб.-дек. 1920).
В ходе сражений на Каховском плацдарме, существенную помощь обороняющимся частям Красной армии оказал 250-вёрстный рейд 5-й Кубанской кавалерийской дивизии РККА, совершенный 14-18 октября 1920 года из района Бердянска по тылам 3-го Донского корпуса противника, в ходе которого были разгромлены тыловые учреждения, нарушена система снабжения и связи, уничтожены три армейских склада (один склад с боеприпасами, один вещевой склад и один инженерный склад), 6 самолётов, 3 броневика, оттянуты с фронта для борьбы с прорывом 1-я и 2-я кавалерийские дивизии противника. По результатам рейда, дивизия была награждена Почётным революционным Красным Знаменем, командующий дивизией Я. Ф. Балахонов — орденом Красного Знамени, военком дивизии В. Л. Винников-Бессмертный — Почётным Революционным оружием.

## Награды
В 1921 году дивизия награждена Почётным революционным Красным Знаменем.

## Командный состав 5-й Кубанской кавалерийской дивизии

### Начальники дивизии
- Балахонов, Яков Филиппович — с 2 сентября 1920 года по 8 ноября 1920 года[3]
- Чугунов, Пётр Петрович — с 8 ноября 1920 года по 20 ноября 1920 года[3]
- Турчанинов, Михаил Александрович, врид — с 20 ноября 1920 года по 6 января 1921 года[3]

### Военкомы дивизии
- Хруцкий, Владимир Николаевич — с 6 сентября 1920 года по 18 сентября 1920 года[3]
- Винников-Бессмертный, Василий Лаврентьевич — с 18 сентября 1920 года по 6 ноября 1920 года[3]
- Ястребов, Григорий Герасимович — с 6 ноября 1920 года по 6 января 1920 года[3]

### Начальники штаба дивизии
- Новиков, Василий Васильевич, врид — с 6 сентября 1920 года по 14 сентября 1920 года[3]
- Снарский, Виктор Антонович — с 14 сентября 1920 года по 6 января 1921 года[3]